# El Cuay
El Cuay ist ein Corregimiento des Bezirks Santa Fe in der Provinz Veraguas in Panama. Bei der Volkszählung im Jahr 2023 hatte es 1287 Einwohner. Das Corregimiento erstreckt sich über eine Fläche von 87,4 km².

## Bevölkerung
Die folgende Tabelle zeigt die Bevölkerung des Corregimientos El Cuay, wie es in den Volkszählungen 2000, 2010 und 2023 erfasst wurde.
| Jahr         | 2000 | 2010 | 2023 |
| ------------ | ---- | ---- | ---- |
| Einwohner    | 1588 | 1486 | 1287 |
| davon Männer | 879  | 836  | 686  |
| davon Frauen | 709  | 650  | 601  |

## Orte
Im Corregimiento El Cuay befinden sich folgende Orte:
- Alto Las Minas o Los Higos
- Cuay Arriba
- El Banquillo
- El Calabazo
- El Cedro
- El Ciruelito o El Ciruelo
- El Cuaicito
- El Guanábano
- El Hatillo
- El Inglés
- El Juncal
- El Macho
- El Peñón
- Hato del Carmen
- La Montañuelita No.1
- La Pintada o Bajos de Higuí
- La Porcada
- La Sabaneta No.1
- Las Lagunas
- Las Mercedes
- Las Minitas
- Las Quebradas
- Llano de Las Cañazas
- Los Corotúes
- Los Llanitos
- Los Llanos del Cuay
- Los Quiel
- Paja Colorada
- Paja Peluda
- San Antonio